# Yuki Hashizume
Yuki Hashizume (født 10. august 1990) er en japansk fodboldspiller, som spiller for den japanske fodboldklub Ventforet Kofu.